# Georges Rabol
 (avril 2020).
Si vous disposez d'ouvrages ou d'articles de référence ou si vous connaissez des sites web de qualité traitant du thème abordé ici, merci de compléter l'article en donnant les références utiles à sa vérifiabilité et en les liant à la section « Notes et références ».
Georges Raymond Rabol est un pianiste et compositeur français d'origine martiniquaise, né le 24 décembre 1937 à Paris 18e et mort le 21 juillet 2006 à Cosne-Cours-sur-Loire dans la Nièvre, qui effectua de nombreux enregistrements.

## Biographie
Il fut le premier à introduire la musique du compositeur américain Louis Moreau Gottschalk en Europe, dont il redécouvrit plusieurs partitions que l'on pensait perdues. Il est, aujourd'hui, considéré comme le plus grand interprète de Gottschalk[réf. nécessaire]. Moins connu du public fut son grand talent de pianiste de jazz. Il fut, par ailleurs, le pianiste attitré de l'émission de radio Le Tribunal des flagrants délires, où il improvisait des accompagnements musicaux. Il enregistra pour le label Naxos une intégrale des œuvres de piano d'Emmanuel Chabrier.
Il a composé quelques musiques de films (West Indies ou les Nègres marrons de la liberté, Péché véniel, péché mortel), et il a joué au cinéma dans Les Uns et les Autres de Claude Lelouch en 1981.
Il est décédé le 21 juillet 2006, à l'âge de 68 ans, des suites d'une longue maladie.

## Prix
- Prix Renaissance des arts 1987[2].